# Neosparassus
Neosparassus is een geslacht van spinnen uit de  familie van de Sparassidae (jachtkrabspinnen).

## Soorten
- Neosparassus calligaster (Thorell, 1870)
- Neosparassus conspicuus (L. Koch, 1875)
- Neosparassus diana (L. Koch, 1875)
- Neosparassus festivus (L. Koch, 1875)
- Neosparassus grapsus (Walckenaer, 1837)
- Neosparassus haemorrhoidalis (L. Koch, 1875)
- Neosparassus incomtus (L. Koch, 1875)
- Neosparassus inframaculatus (Hogg, 1896)
- Neosparassus macilentus (L. Koch, 1875)
- Neosparassus magareyi Hogg, 1903
- Neosparassus nitellinus (L. Koch, 1875)
- Neosparassus pallidus (L. Koch, 1875)
- Neosparassus patellatus (Karsch, 1878)
- Neosparassus pictus (L. Koch, 1875)
- Neosparassus praeclarus (L. Koch, 1875)
- Neosparassus punctatus (L. Koch, 1865)
- Neosparassus rutilus (L. Koch, 1875)
- Neosparassus salacius (L. Koch, 1875)
- Neosparassus thoracicus Hogg, 1903